# Modello UX
Il Modello UX (Modello User Experience, in italiano: Esperienza Utente) è un modello che rappresenta l'interazione dell'utente con un'applicazione web.
Si basa su UML e si estende attraverso classi stereotipate, ed è costituito dalle singole schermate che visualizza un utente con i relativi percorsi di navigazione e una sequenza di schermate associate a tutti i possibili scenari in cui va incontro un utente.
Al modello UX si affianca un Modello di Progettazione interna dell'applicazione che mostrerà come si andrà effettivamente a costruire l'applicazione stessa che vede l'utente nel Modello UX.
Gli stereotipi sono:
- "screen" per le schermate
- "input form" per i moduli inviati, compilati dall'utente